# Oiseaux exotiques
Oiseaux exotiques (Ocells exòtics) és una obra d'Olivier Messiaen per a piano i petita orquestra composta entre 1955 i 1956. Té una durada d'uns setze minuts. Va ser encarregada per Pierre Boulez i dedicada a Yvonne Loriod. Està basada en el cant d'ocells exòtics de l'Índia, la Xina, Malàsia i Amèrica, i també conté ritmes hindús i grecs, exectutats per la percussió. La seva estrena va tenir lloc el 10 de març de 1956 a París, al Teatre Petit Marigny, interpretada per Yvonne Loriod al piano i l'ensemble Domaine Musical, dirigit per Rudolf Albert.

## Parts
- Introducció
- Cadència de piano
- Intermezzo sobre el cant de quatre ocells (vent-fusta, lira, xilòfon)
- Cadència curta de piano
- Continuació de l'intermezzo
- Tercera cadència de piano
- Tempesta, trons sobre la selva amazònica
- Tutti central
- Quatre udols d'un ocell, seguits de la tempesta
- Cadència de piano de molta durada, utilitzant tots els registres de l'instrument
- Gran tutti final
- Cadència curta de piano
- Coda[1][2]

## Instrumentació
- Piano
- Flautí
- Flauta
- Oboè
- Clarinet en mi bemoll
- 1r clarinet en si bemoll
- 2n clarinet en si bemoll
- Clarinet baix en si bemoll
- Fagot
- 1a trompa en fa
- 2a trompa en fa
- Trompeta en do
- Xilòfon
- Lira
- Gongs
- Temple block
- Caixa xinesa
- Tam-tam
- Caixa[1][2]